# Reinhard Schlögl (Physiker, 1919)
Reinhard W. Schlögl (* 25. November 1919 in Braunau, Tschechoslowakei; † 21. September 2007) war ein deutscher Physiker, Physikochemiker und Biophysiker.

## Laufbahn
Reinhard Schlögl besuchte das Realgymnasium in Gablonz und später in Karlsbad. In Gablonz arbeitete er als Praktikant in einer keramischen Fabrik, dessen Besitzer ihn zum Physikstudium riet. Nach dem Anschluss des Sudetenlandes wurde er 1938 zur Wehrmacht eingezogen, um dann 1943 in Nordafrika in USA-Kriegsgefangenschaft zu geraten, aus der er 1946 entlassen wurde.
Schlögl studierte 1947–1953 Physik an der Universität Göttingen. 1950 erhielt er das Diplom mit einer theoretischen Arbeit über die spezifische Wärme von Supraleitern unter Werner Heisenberg. Danach fertigte er im damaligen Max-Planck-Institut für physikalische Chemie bei Karl Friedrich Bonhoeffer seine Dissertation mit dem Thema Theoretische und experimentelle Untersuchungen an Ionenaustauschern an, mit der er 1953 promoviert wurde. Dort entstand auch sein enger Kontakt mit Manfred Eigen. 1957 habilitierte er sich mit einer Arbeit zum Materialtransport durch Porenmembranen für Physikalische Chemie an der Universität Göttingen.
1963 nahm er einen Ruf auf den Ordentlichen Lehrstuhl für Elektrochemie an der TH Darmstadt an. 1965 wurde er zum Wissenschaftlichen Mitglied der Max-Planck-Gesellschaft und Direktor des Max-Planck-Instituts für Biophysik berufen, und gleichzeitig übernahm er den Ordentlichen Lehrstuhl für Biophysik an der Universität Frankfurt am Main. 1967 wurde durch die Berufung von Karl Julius Ullrich in das inzwischen etablierte Direktorenkollegium des Instituts ein Team zur Erforschung des Stofftransportes durch Membranen realisiert.

## Forschung
Reinhard Schlögl lieferte wesentliche Beiträge zur Thermodynamik irreversibler Prozesse, Elektrochemie und Physikalischen Chemie.

## Mitgliedschaften und Ehrungen
- Korrespondierendes Mitglied der Akademie der Wissenschaften und der Literatur Mainz (Mathematisch-naturwissenschaftliche Klasse)

## Werke
- Stofftransport durch Membranen, Verlag D. Steinkopf, Darmstadt 1964, 123 S.